# Ischnocoelia robusta
Ischnocoelia robusta är en stekelart som först beskrevs av Edmund Meade-Waldo 1910.
Ischnocoelia robusta ingår i släktet Ischnocoelia och familjen Eumenidae.

## Underarter
Arten delas in i följande underarter:
- Ischnocoelia robusta analis
- Ischnocoelia robusta aurantiaca
- Ischnocoelia robusta unicolor